# 阴安侯
阴安侯，中国汉代列侯名，阴安在今河南清丰北。先后有多人曾被封此爵位。第一位取得此爵位的是汉高祖刘邦的嫂子，是中國史第一位女侯爵，是大嫂或二嫂尚有爭議。

## 簡介
刘伯早死，刘邦贫贱时，曾经避难，常常与宾客一起到大嫂家去吃饭。大嫂讨厌刘邦，刘邦与客人一来，大嫂就假装羹汤吃完，故意用饭勺碰刮锅边发出声响，宾客以为锅中没有饭，就离去了。过后刘邦看到锅中还有羹汤，就由此怨恨他的大嫂。刘信跟从刘邦投身军旅，击败韩王信，担任郎中将。刘邦称帝后，封赏兄弟，只有刘伯的儿子没有被封赏。太上皇刘太公为自己的孙子说话，刘邦说：“我不敢忘记封赏大哥的儿子，因为他的母亲不是忠厚大方的人。”汉高祖七年（前200年）十月，刘邦封刘信为羹颉侯。高后吕雉元年（前187年），刘信因为犯罪，被削爵一级，降为关内侯。
汉武帝时期，阴安侯为卫霍五侯之一，是卫青之子卫不疑封爵。元朔五年春始封，有1300户。元鼎五年，因酎金失侯事件失去爵位。